# Kaiser Chiefs
Kaiser Chiefs — английская инди-рок-группа из города Лидс. Названа в честь южноафриканского футбольного клуба «Кайзер Чифс», в котором ранее играл защитник «Лидс Юнайтед» Лукас Радебе.

## История группы

### Предыстория, Runston Parva и первые музыкальные шаги
Будущий фронтмен группы Рики Уилсон провёл детские годы в городке Илкли. В возрасте 11 лет он познакомился с Ником Ходжсоном, Ником Бейнсом и Саймоном Риксом (все трое учились в Менстоне).
По окончании школы в 1996 году Рикс и Бейнс поступили в университет, но связи с приятелями не утратили: все четверо стали завсегдатаями ночных клубов Brighton Beach и Move On Up, где познакомились с гитаристом Эндрю Уайтом. Объединённые любовью к музыке 1960-х, панк-року и брит-попу, все пятеро решили образовать группу: сначала она называлась Runston Parva (в честь йоркширского селения), потом просто Parva. Квинтет подписал контракт с Mantra Records (филиалом Beggars Banquet), но лейбл, выпустив три сингла и альбом под названием 22, обанкротился.

### Смена названия и первый альбом (2003—2005)
Осенью 2003 года квинтет сменил название на Kaiser Chiefs (в честь южноафриканского футбольного клуба, за который первоначально играл Лукас Радебе, игрок «Лидс Юнайтед»), и выпустил сингл «Oh My God». Вышедший на независимом лейбле Drowned in Sound, он поднялся до 66-го места в мае 2004 года. Перевыпущенный в новой аранжировке продюсера Стивена Стрита в марте 2005 года «Oh My God» вошёл в первую десятку чарта. Следующими хитами группы стали «I Predict a Riot» и «Everyday I Love You Less and Less». Записанный Стритом и выпущенный в 2005 году альбом Employment получил три награды Brit Awards.

### Пик успеха,Yours Truly, Angry Mob(2006—2008)
Работа над вторым альбомом Yours Truly, Angry Mob началась в январе 2006 года. К лету основная масса материала была закончена. В последний момент были добавлены сингл «Ruby» и баллада «Try Your Best». Программным треком стала песня «The Angry Mob», тема которой — «диктатура таблоидов». Незадолго до его появления группа вступила в конфликт с прессой, которая выдумала несуществующий конфликт между Kaiser Chiefs и Arctic Monkeys.
Альбом Yours Truly, Angry Mob был записан в сентябре—октябре 2006 года в Hook End Studio (Оксфордшир), вышел в феврале 2007 года, поднялся до первого места в Британии и до 45-го в США. Сингл «Ruby» стал первым британским чарттоппером Kaiser Chiefs и был использован в игре Guitar Hero III: Legends of Rock. Вторым синглом альбома стал «Everything Is Average Nowadays» (№ 19, UK), третьим — «The Angry Mob» (№ 22), четвёртым — «Love’s Not a Competition (But I’m Winning)».
На Brit Awards 2008 (церемония награждения прошла 20 февраля в лондонском Эрлс-корте) Kaiser Chiefs были номинированы в трёх категориях (British group, Best single, Best live act), но уступили — соответственно Arctic Monkeys и дважды Take That).

### Начало экспериментов,Off with Their Heads(2008—2009)
В октябре 2008 года вышел третий студийный альбом Off with Their Heads, отличавшийся по звучанию от предыдущих работ коллектива — в таких треках, как «You Want History», «Good Days Bad Days», звучание стало более электронным, а в бридже песни «Half the Truth» был задействован реп-вокал. Альбом достиг 2-й позиции в Британских чартах. В поддержку альбома были выпущены два сингла — «Never Miss a Beat», который смог подняться до 5-го места в Британии, и экспериментальный «Good Days Bad Days», который провалился в чартах.

### Спад популярности,The Future Is Medieval(2009—2012)
3 июня 2011 года вышел в свет четвёртый альбом группы — The Future Is Medieval. При создании альбома группа решила пойти своеобразным путём. Поклонникам группы было предложено самостоятельно придумать трек-лист и обложку для нового альбома, скачав 10 наиболее понравившихся из 20 предложенных им треков. В поддержку альбома группа выпустила три сингла — экспериментальный «Little Shocks», «Man on Mars», единственный сингл с ведущим вокалом барабанщика Ника Ходжсона, и «Kinda Girl You Are», представлявший собой образец раннего, более «гаражного» саунда коллектива.
В британских и европейских чартах пластинка поднялась до 10-го места.
Для американского рынка музыканты приняли решение выпустить изменённую версию альбома под названием Start the Revolution Without Me. Пластинка вышла 6 марта 2012 года с изменённым трек-листом за счёт включения новой песни «On the Run» и некоторых других треков, которые ранее были доступны в виде цифровой загрузки. В его поддержку группа провела тур по Северной Америке, но переизданный лонгплей в чарты так и не попал.

### СборникSouvenir, уход Ника Ходжсона и работа с Виджеем Мистри (2012—2013)
4 июня 2012 года Kaiser Chiefs издала свой первый сборник синглов под названием Souvenir: The Singles 2004–2012, включивший в себя ранние работы музыкантов, выпущенные за 8 лет совместного творчества, а также новую композицию «Listen to Your Head». Пластинка заняла 19-е место в UK Albums Chart.
Группа выступила на церемонии закрытия XXX летних Олимпийских игр в Лондоне с песней «Pinball Wizard» группы The Who.
4 декабря 2012 года барабанщик и бэк-вокалист Ник Ходжсон объявил на своей странице в Твиттере, что покидает состав Kaiser Chiefs с целью сконцентрироваться на новых музыкальных проектах. Позднее музыканты подтвердили эту информацию на своем официальном сайте. 7 февраля 2013 года было объявлено, что участник группы Club Smith — Виджей Мистри присоединится к группе в качестве нового ударника.
В начале лета 2013 года Kaiser Chiefs вместе с американской панк-группой All Time Low выступали на разогреве у Green Day во время их концерта на стадионе «Эмирейтс» в Лондоне. Далее последовал британский тур, включавший в себя 13 концертов, среди которых также было и выступление в родном для группы Лидсе на стадионе First Direct Arena, состоявшееся в сентябре 2013 года. Музыканты стали одним из первых коллективов, давших концерт на только что открывшемся стадионе.

### Новая волна интереса иEducation, Education, Education & War(после 2013)
3 декабря 2013 года группа анонсировала пятый альбом под названием Education, Education, Education & War. Релиз состоялся 31 марта 2014 года. В пластинку вошли десять новых треков, включая ранее представленные «Coming Home» и «Misery Company». Продюсированием альбома занимался Бен Аллен III, запись проходила на The Maze Studio в Атланте, а микширование производилось в нью-йоркской Electric Lady Studios. Вскоре после выхода альбом возглавил британский чарт и оставался на этой позиции в течение двух недель, а выпущенный 13 февраля в его поддержку сингл «Coming Home» — 31-е место, что стало первым попаданием группы в Top 40 с момента выхода «Never Miss a Beat» в 2008 году. Релиз следующего сингла «Meanwhile Up In Heaven» был намечен на лето 2014 года.

### Stay Together(2016 — настоящее время)
Stay Together — шестой студийный альбом группы, выпущенный 7 октября 2016 года. Stay Together был спродюсирован и записан в сотрудничестве с Брайаном Хиггинсом, чья продюсерская компания Xenomania отметилась работой с Girls Aloud и Little Mix. Название альбома — это отсылка к песне «We Stay Together».[50][51] В 2016 были выпущены 3 сингла с альбома: «Parachute» — 14 июня, «Hole In My Soul» — 18 августа и «We Stay Together» — 9 декабря.

### Duck(2019)
Седьмой альбом группы — Duck — вышел 26 июля 2019 года.

## Состав

### Текущий состав
- Рики Уилсон — вокал, перкуссия (с 1996)
- Эндрю Уайт — гитара, бэк-вокал (с 1996)
- Саймон Рикс — бас-гитара, бэк-вокал (с 1996)
- Ник Бейнс — клавишные, синтезатор, пианино, орган, Орган Хаммонда (с 1996)
- Виджей Мистри — ударные (с 2012)

### Бывшие участники
- Ник Ходжсон — ударные, акустическая гитара, бэк-вокал, основной вокал (1996—2012)

## Дискография
- Employment (2005)
- Yours Truly, Angry Mob (2007)
- Off with Their Heads (2008)
- The Future Is Medieval (2011)1
- Education, Education, Education & War (2014)
- Stay Together (2016)
- Duck (2019)

1 Для американского рынка альбом был выпущен под названием Start the Revolution Without Me в 2012 году с измененным трек-листом.

## Награды
2006
- 2006 BRIT Awards: Британский рок прорыв
- 2006 BRIT Awards: Британский живой прорыв
- 2006 BRIT Awards: Британская группа

Kaiser Chiefs стали наиболее успешными номинантами BRIT Awards за 2006 год, завоевав наград больше, чем кто-либо другой.
- 2006 NME Awards: Лучший альбом
- 2006 NME Awards: Лучшая одежда (Рики Уилсон)[3]

2011
- Q Awards: «Звуковые инновации»[4]